# Квириасхеви
Квириасхеви (груз. კვირიასხევი) — село в Грузии, на территории Тианетского муниципалитета края (мхаре) Мцхета-Мтианети.

## География
Село находится в центральной части Грузии, на расстоянии приблизительно 16 километров (по прямой) к юго-юго-западу от посёлка городского типа Тианети, административного центра муниципалитета. Абсолютная высота — 1047 метров над уровнем моря.

## Население
По результатам официальной переписи населения 2014 года в Квириасхеви проживало 17 человек (9 мужчин и 8 женщин). В национальной структуре населения грузины составляли 100 %.
| Год  | Население, человек |
| ---- | ------------------ |
| 2002 | 16                 |
| 2014 | ↗ 17               |